# Voleibol de praia nos Jogos Mundiais Militares de 2011 - Feminino
O torneio feminino de voleibol de praia nos Jogos Mundiais Militares de 2011 foi realizado na Arena Copacabana, nas proximidades do Posto 2 da praia de Copacabana, no Rio de Janeiro entre os dias 17 de Julho e 23 de Julho de 2011.
As oito duplas foram divididos em dois grupos com quatro duplas cada. Cada dupla jogou com todos as outras equipes do grupo. Cada vitória valia 2 pontos, e uma derrota 1 ponto. As duas melhores de cada grupo avançaram para as semifinais. Não houve torneio de consolação.

## Medalhistas
|  | BRA Brasil                  |  | CHN China |  | BRA Brasil    |
|  | Vanilda Leão Ângela Lavalle |  | Fan Liu   |  | Rachel Camila |

## Primeira fase

### Grupo A
|     |                                         |     | Jogos | Jogos | Jogos | Pontos | Pontos | Pontos | Sets | Sets | Sets  |
| Pos | Equipe                                  | Pts | T     | V     | D     | V      | P      | R      | V    | P    | R     |
| --- | --------------------------------------- | --- | ----- | ----- | ----- | ------ | ------ | ------ | ---- | ---- | ----- |
| 1   | Vanilda Leão/Ângela Vieira              | 6   | 3     | 3     | 0     | 94     | 28     | 3.357  | 6    | 0    | MAX   |
| 2   | Lauren Nilsen/Brooke Cultra             | 5   | 3     | 2     | 1     | 104    | 87     | 1.195  | 4    | 2    | 2,000 |
| 3   | Nirosha Gunasinghe/Geethika Gunawardana | 4   | 3     | 1     | 2     | 75     | 98     | 0.765  | 2    | 4    | 0.500 |
| 4   | Ausra Gergelyte/Birute Krikscionaityte  | 3   | 3     | 0     | 3     | 34     | 126    | 0.270  | 0    | 6    | 0,000 |

| 17 de julho, 2011 10:40 Relatório | Nilsen/Cultra | 2 — 0             | Gergelyte/Krikscionaityte | Arena Copacabana Árbitro(s): CHN Zhe Zhang BRA Mário Ferro |
| 17 de julho, 2011 10:40 Relatório | 21 -          | Set 1 Set 2 Set 3 | 9 11 -                    | Arena Copacabana Árbitro(s): CHN Zhe Zhang BRA Mário Ferro |

| 17 de julho, 2011 12:10 Relatório | Vanilda/Ângela | 2 — 0             | Gunasinghe/Gunawardana | Arena Copacabana Árbitro(s): USA Kate McCormick-Meyer ITA Ubaldo Luciani |
| 17 de julho, 2011 12:10 Relatório | 21 -           | Set 1 Set 2 Set 3 | 3 5 -                  | Arena Copacabana Árbitro(s): USA Kate McCormick-Meyer ITA Ubaldo Luciani |

| 18 de julho, 2011 12:00 Relatório | Gergelyte/Krikscionaityte | 0 — 2             | Gunasinghe/Gunawardana | Arena Copacabana Árbitro(s): CHN Guo Chen SRI Prasanna Kumara |
| 18 de julho, 2011 12:00 Relatório | 9 5 -                     | Set 1 Set 2 Set 3 | 21 -                   | Arena Copacabana Árbitro(s): CHN Guo Chen SRI Prasanna Kumara |

| 18 de julho, 2011 16:00 Relatório | Nilsen/Cultra | 0 — 2             | Vanilda/Ângela | Arena Copacabana Árbitro(s): SRI Prasanna Kumara CHN Guo Chen |
| 18 de julho, 2011 16:00 Relatório | 7 13 -        | Set 1 Set 2 Set 3 | 21 -           | Arena Copacabana Árbitro(s): SRI Prasanna Kumara CHN Guo Chen |

| 20 de julho, 2011 12:00 Relatório | Vanilda/Ângela | 2 — 0 (abandonaram) | Gergelyte/Krikscionaityte | Arena Copacabana Árbitro(s): SRI Dammiaka Silva CHN Guo Chen |
| 20 de julho, 2011 12:00 Relatório | 21 -           | Set 1 Set 2 Set 3   | 0 -                       | Arena Copacabana Árbitro(s): SRI Dammiaka Silva CHN Guo Chen |

| 21 de julho, 2011 9:00 Relatório | Nilsen/Cultra | 2 — 0             | Gunasinghe/Gunawardana | Arena Copacabana Árbitro(s): CHN Guo Chen ITA Ubaldo Luciani |
| 21 de julho, 2011 9:00 Relatório | 21 -          | Set 1 Set 2 Set 3 | 14 11 -                | Arena Copacabana Árbitro(s): CHN Guo Chen ITA Ubaldo Luciani |

### Grupo B
|     |                                |     | Jogos | Jogos | Jogos | Pontos | Pontos | Pontos | Sets | Sets | Sets  |
| Pos | Equipe                         | Pts | T     | V     | D     | V      | P      | R      | V    | P    | R     |
| --- | ------------------------------ | --- | ----- | ----- | ----- | ------ | ------ | ------ | ---- | ---- | ----- |
| 1   | Jiahui Fan/Chang Liu           | 5   | 3     | 2     | 1     | 97     | 80     | 1.213  | 5    | 2    | 2.500 |
| 2   | Rachel Nunes/Camila Fonseca    | 5   | 3     | 2     | 1     | 123    | 106    | 1.160  | 4    | 3    | 1.333 |
| 3   | Greta Cicolari/Marta Menegatti | 5   | 3     | 2     | 1     | 84     | 76     | 1.105  | 4    | 2    | 2,000 |
| 4   | Mary Arvidson/Kerry Karwan     | 3   | 3     | 0     | 3     | 42     | 126    | 0.333  | 0    | 6    | 0,000 |

| 17 de julho, 2011 11:30 Relatório | Fan/Liu | (WO) 2 — 0        | Cicolari/Menegatti | Arena Copacabana Árbitro(s): SRI Prasanna Kumara BRA Mauro Câmara |
| 17 de julho, 2011 11:30 Relatório | 21 -    | Set 1 Set 2 Set 3 | 0 -                | Arena Copacabana Árbitro(s): SRI Prasanna Kumara BRA Mauro Câmara |

| 17 de julho, 2011 13:00 Relatório | Rachel/Camila | 2 — 0             | Arvidson/Karwan | Arena Copacabana Árbitro(s): CHN Guo Chen SRI Prasanna Kumara |
| 17 de julho, 2011 13:00 Relatório | 21 -          | Set 1 Set 2 Set 3 | 4 5 -           | Arena Copacabana Árbitro(s): CHN Guo Chen SRI Prasanna Kumara |

| 18 de julho, 2011 9:15 Relatório | Arvidson/Karwan | 0 — 2             | Fan/Liu | Arena Copacabana Árbitro(s): BRA Mário Ferro SRI Dammiaka Silva |
| 18 de julho, 2011 9:15 Relatório | 10 12 -         | Set 1 Set 2 Set 3 | 21 -    | Arena Copacabana Árbitro(s): BRA Mário Ferro SRI Dammiaka Silva |

| 18 de julho, 2011 14:00 Relatório | Rachel/Camila | 0 — 2             | Cicolari/Menegatti | Arena Copacabana |
| 18 de julho, 2011 14:00 Relatório | 12 11 -       | Set 1 Set 2 Set 3 | 21 -               | Arena Copacabana |

| 19 de julho, 2011 11:00 Relatório | Cicolari/Menegatti | 2 — 0             | Arvidson/Karwan | Arena Copacabana Árbitro(s): CHN Zhe Zhang BRA Mauro Câmara |
| 19 de julho, 2011 11:00 Relatório | 21 -               | Set 1 Set 2 Set 3 | 6 5 -           | Arena Copacabana Árbitro(s): CHN Zhe Zhang BRA Mauro Câmara |

| 19 de julho, 2011 14:00 Relatório | Rachel/Camila | 2 — 1             | Fan/Liu  | Arena Copacabana Árbitro(s): USA Kate McCormick-Meyer SRI Dammiaka Silva |
| 19 de julho, 2011 14:00 Relatório | 20 21 17      | Set 1 Set 2 Set 3 | 22 18 15 | Arena Copacabana Árbitro(s): USA Kate McCormick-Meyer SRI Dammiaka Silva |

## Fase final
|  | Semifinal                       | Semifinal                       |   |                                 | Final                           | Final |  |
|  |                                 |                                 |   |                                 |                                 |       |  |
|  | 22 Jul, 2011 - Arena Copacabana |                                 |   |                                 |                                 |       |  |
|  | Vanilda/Ângela                  | 2                               |   |                                 |                                 |       |  |
|  | Rachel/Camila                   | 0                               |   |                                 |                                 |       |  |
|  |                                 |                                 |   |                                 |                                 |       |  |
|  |                                 |                                 |   |                                 | 23 Jul, 2011 - Arena Copacabana |       |  |
|  |                                 |                                 |   |                                 | Vanilda/Ângela                  | 2     |  |
|  |                                 | Fan/Liu                         | 0 |                                 |                                 |       |  |
|  |                                 |                                 |   |                                 |                                 |       |  |
|  |                                 |                                 |   |                                 |                                 |       |  |
|  |                                 |                                 |   |                                 | Disputa pelo bronze             |       |  |
|  | 22 Jul, 2011 - Arena Copacabana | 22 Jul, 2011 - Arena Copacabana |   | 22 Jul, 2011 - Arena Copacabana | 22 Jul, 2011 - Arena Copacabana |       |  |
|  | Fan/Liu                         | 2                               |   | Rachel/Camila                   | 2                               |       |  |
|  | Nilsen/Cultra                   | 0                               |   |                                 | Nilsen/Cultra                   | 0     |  |

### Semifinal
| 22 de julho, 2011 9:00 Relatório | Vanilda/Ângela | 2 — 0             | Rachel/Camila | Arena Copacabana Árbitro(s): USA Kate McCormick-Meyer ITA Ubaldo Luciani |
| 22 de julho, 2011 9:00 Relatório | 21 -           | Set 1 Set 2 Set 3 | 11 15 -       | Arena Copacabana Árbitro(s): USA Kate McCormick-Meyer ITA Ubaldo Luciani |

| 22 de julho, 2011 11:23 Relatório | Fan/Liu | 2 — 0             | Nilsen/Cultra | Arena Copacabana Árbitro(s): BRA Mauro Câmara SRI Prasanna Kumara |
| 22 de julho, 2011 11:23 Relatório | 21 -    | Set 1 Set 2 Set 3 | 8 13 -        | Arena Copacabana Árbitro(s): BRA Mauro Câmara SRI Prasanna Kumara |

### Disputa pelo bronze
| 22 de julho, 2011 14:00 Relatório | Rachel/Camila | 2 — 0             | Nilsen/Cultra | Arena Copacabana Árbitro(s): CHN Zhe Zhang CHN Guo Chen |
| 22 de julho, 2011 14:00 Relatório | 21 -          | Set 1 Set 2 Set 3 | 7 9 -         | Arena Copacabana Árbitro(s): CHN Zhe Zhang CHN Guo Chen |

### Final
| 23 de julho, 2011 10:00 Relatório | Vanilda Leão/Ângela Lavalle | 2 — 0             | Fan/Liu | Arena Copacabana Árbitro(s): USA Ryan McDowell SRI Prasanna Kumara |
| 23 de julho, 2011 10:00 Relatório | 21 -                        | Set 1 Set 2 Set 3 | 7 10 -  | Arena Copacabana Árbitro(s): USA Ryan McDowell SRI Prasanna Kumara |